# Association nationale pour la formation automobile
L’Association nationale pour la formation automobile (abrégée ANFA), est un organise qui œuvre pour la formation liées aux métiers de l'automobile, depuis 1952,.

## Ses missions
La structure se charge de la promotion :
- des métiers de la mécanique ;
- des métiers de la carrosserie ;
- des métiers de la peinture;
- des métiers du contrôle technique ;
- des métiers de l'approvisionnement ;
- des métiers de la logistique ;

## Histoire
- 1952 : Création de l’association pour le développement de la formation professionnelle, du commerce et de la réparation automobile, du cycle et du motocycle (ANDFPCRACM).
- 1977 : Convention avec l'Éducation nationale.
- 1985 : Convention avec l’AFPA (Agence pour la formation professionnelle des adultes).
- 1987 : Création du 1er centre de formation continue, à Noisy-leSec.
- 1991 : Changement de nom, au profit de l'association nationale pour la formation automobile (ANFA).
- 1993 : Création d’un observatoire du secteur.
- 1995 : Séparation de l'activité de formation, déléguée au GNFA (Groupement national pour la formation automobile).
- 2012 : Signature d'un convention avec l'État, portant sur le respect d’objectifs et de moyens.
- 2015 : Mise en place des Semaine des Services de l’Automobile et de la Mobilité au niveau national (50 000 visiteurs/an).
- 2017 : Dépassement des 30 000 CQP (Certificat de qualification professionnelle) obtenus par les candidats, leur permettant de grossir les rangs des professionnel du secteur.
- 2018 : Création d'un Campus des services de l'automobile et de la mobilité à Guyancourt, et géré par le GNFA.
- 2019 : Participation active à la création d'OPCO Mobilités (opérateur de compétences des métiers de la mobilité). Cet néo-opérateur regroupe 22 branches professionnelles.